# SG Gronau
Die SG Gronau (offiziell: Spielgemeinschaft Gronau 09/21 e. V.) ist ein Fußballverein aus Gronau im nordrhein-westfälischen Kreis Borken. Die erste Mannschaft spielte vier Jahre in der höchsten westfälischen Amateurliga. Der Verein ist nicht zu verwechseln mit der SG Gronau 1955 aus dem hessischen Bensheim.

## Geschichte
Der Verein geht auf den am 16. Juli 1909 gegründeten FC Gronau 09 zurück. Dieser bildete von 1913 bis 1919 zusammen mit den Fußballern des 1887 gegründeten TV Gronau eine gemeinsame Mannschaft. Zweiter Stammverein war die im Jahre 1921 gegründete DJK Concordia Gronau. Drei Jahre später gründeten sich der FC Phönix Gronau und der SC Union Gronau, die sich 1928 zur Spielvereinigung Gronau zusammenschlossen. Im Jahre 1933 fusionierte die DJK Concordia und die Spielvereinigung zur Eisenbahner Spielvereinigung Concordia Gronau. Schließlich fusionierte im Jahre 1954 der FC Gronau 09 und die Eisenbahner Spielvereinigung Concordia zur heutigen SG Gronau.

### FC Gronau 09

Logo des FC Gronau 09

Der FC Gronau 09 gehörte insbesondere in den 1920er Jahren zu den spielstärksten Mannschaften des westlichen Münsterlandes. Im Jahre 1920 gelang der Aufstieg in die seinerzeit höchste Spielklasse und wurde gleich in der Aufstiegssaison 1920/21 Dritter hinter Preußen Münster und Viktoria Recklinghausen. Ab 1924 spielte der FCG in der eingleisigen Gauliga Westfalen und spielte unter anderem gegen namhafte Gegner wie Arminia Bielefeld und dem VfL Osnabrück. Sportlich kämpften die Gronauer gegen den Abstieg und mussten 1926 in die Zweitklassigkeit zurück und schafften fünf Jahre später den Wiederaufstieg. Die Qualifikation für die neu geschaffene Gauliga Westfalen wurde 1933 verfehlt. Zwei Jahre später ging es gar in die dritte Liga zurück.
Nach dem Ende des Zweiten Weltkrieges spielte der FC 09 mit durchschnittlichem Erfolg in der Bezirksklasse Emsland. Dort kämpfte die Mannschaft zunächst mit zahlreichen Lokalrivalen um die innerstädtische Vorherrschaft. Im Jahre 1954 erreichte der FC Gronau 09 mit Rang drei hinter der SpVg Emsdetten 05 und Preußen Borghorst die beste Platzierung dieser Ära. Nach der Saison kam es zur Fusion mit der Concordia zur heutigen SG Gronau.

### SG Gronau
Die Fusion wurde zum Erfolg. Gleich in der ersten Spielzeit nach dem Zusammenschluss gelang der Aufstieg in die Landesliga, die seinerzeit die höchste Amateurliga Westfalens war. Als Tabellensechster der Saison 1955/56 qualifizierten sich die Gronauer auf Anhieb für die neu geschaffene Verbandsliga Westfalen, wo die Mannschaft in der Saison 1956/57 Siebter wurde. Höhepunkte der Saison waren ein 4:0-Sieg über Arminia Bielefeld und ein 8:2 gegen den VfR Marl-Hüls. Ein Jahr später wurde die SG Zwölfter und schlug Borussia Lippstadt mit 8:0. Schließlich musste die Mannschaft 1959 als Vorletzter in die Landesliga zurück und stieg zwei Jahre später in die Bezirksklasse ab.
Erst im Jahre 1968 gelang nach einem Entscheidungsspielsieg über Borussia Rheine der Aufstieg in die Landesliga. Fünf Jahre später stieg die SG ab und schaffte den sofortigen Wiederaufstieg. Nach nur einem Jahr musste die SG 1974 erneut aus der Landesliga absteigen und für den Verein begann eine sportliche Talfahrt. 1977 stieg der Verein aus der Bezirksklasse ab und zwei Jahre später ging es in die Ahauser Kreisliga B hinunter. Die SG Gronau wurde daraufhin zur Fahrstuhlmannschaft zwischen Kreisliga A und Kreisliga B. Im Jahre 1998 hatten die Gronauer die Chance zum Wiederaufstieg in die Bezirksliga. Das Entscheidungsspiel gegen den punktgleichen FC Epe wurde allerdings mit 0:1 verloren.
Im Jahre 2007 gelang der SG Gronau der Aufstieg in die Bezirksliga. Zwei Jahre später wurde die Mannschaft Herbstmeister und wurde am Saisonende Vierter. Im Jahre 2011 stieg die Mannschaft wieder aus der Bezirksliga ab und wurde in der folgenden Saison 2011/12 in die Kreisliga B durchgereicht. Erst 2018 gelang der Wiederaufstieg, dem ein Jahr später der sofortige Abstieg in die Kreisliga B folgt.

## Persönlichkeiten
- Marcel Deelen
- Tim Hölscher
- Jens Wissing